# Kathy Watt
Kathy Watt (n. 11 septembrie 1964, Warragul⁠(d), Victoria, Australia) este o ciclistă australiană, medaliată olimpică. A participat la 2 ediții ale Jocurilor Olimpice (1992, 1996) în care a câștigat o medalie de argint.